# Nazionale maschile di floorball dell'Italia
La nazionale italiana di floorball rappresenta l'Italia nel floorball in ambito internazionale.
Si trova sotto la giurisdizione della Federazione Italiana Unihockey-Floorball (FIUF).
La selezione poi è poi qualificata ai Campionati del Mondo di Floorball del 2010, tenutisi in Spagna. Nel Mondiale 2018, gli azzurri non superano le qualificazioni e non passano alla fase finale del torneo. Attualmente ricopre la ventunesima posizione del ranking mondiale.

## Storia

### Palmarès
42 vittorie - 9 pareggi - 48 sconfitte
- 5º posto Qualificazioni Campionati Mondiali - Lettonia 2018
- 3º posto alla 3 Nations Cup 2016 (Austria/Italia/Slovenia)
- 5º posto Qualificazioni Campionati Mondiali - Slovenia 2016
- 3º posto alla 3 Nations Cup 2015 (Austria/Italia/Slovenia)
- 2º posto alla 3 Nations Cup 2014 (Austria/Italia/Slovenia)
- 3º posto Qualificazioni Campionati Mondiali - Lettonia 2014
- 1º posto alla 3 Nations Cup 2013 (Austria/Italia/Slovenia)
- 5º posto Qualificazioni Campionati Mondiali - Slovenia 2012
- 12º posto Campionati Mondiali - Finlandia 2010
- 2º posto Hasseroder Nations Cup - Germania 2010
- 1-2º posto Qualificazioni Campionati Mondiali - Spagna 2010
- 10º posto Campionati Mondiali Divisione A - Rep.Ceca 2008
- 8º posto Campionati Mondiali Divisione A - Svezia 2006
- 2º posto alla 4 Nations Cup di Oslo 2005
- 1º posto Campionati Mondiali Divisione B - Svizzera 2004 e promozione in Divisione A
- 1º posto Deutschland Cup nel 2002
- 3º posto Campionati Mondiali Divisione B - Finlandia 2002